# David Southwood

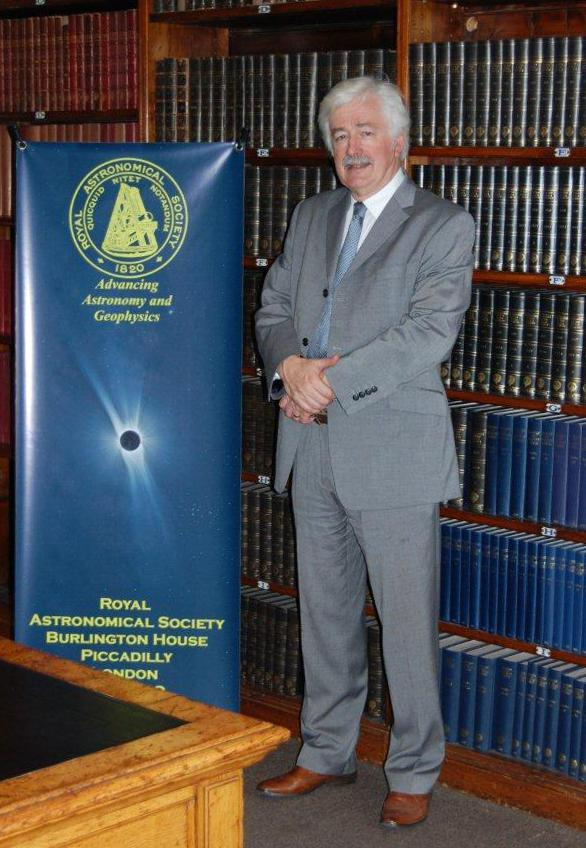
David Southwood em 2012.

David John Southwood (30 de junho de 1945) é um cientista espacial britânico. Foi Presidente da Royal Astronomical Society de 2012 a 2014.
Recebeu a Medalha James B. Macelwane de 1981.